# WM-Tor des Jahrhunderts
Als das WM-Tor des Jahrhunderts wurde bei einer anlässlich der Fußball-Weltmeisterschaft 2002 von der FIFA durchgeführten Internet-Abstimmung das 2:0 im Spiel Argentinien gegen England bei der WM 1986 in Mexiko bestimmt.
Das Tor gelang Diego Maradona in der 55. Spielminute: Mit einem Dribbling mit 37 Schritten auf etwa 60 Metern umspielte er mit elf Ballkontakten sechs Gegner inklusive Torwart Peter Shilton, bevor er den Ball ins leere Tor schob. In derselben Partie erzielte Maradona zuvor per Handspiel ein eigentlich irreguläres Tor, das aber vom Schiedsrichter gegeben wurde (siehe „Hand Gottes“). Im Halbfinale gegen Belgien traf Maradona zweimal; das Tor, das auf den vierten Platz gewählt wurde, war jenes zum 2:0-Endstand.
| Rang | Schütze         | National- mannschaft | WM      | Gegner           | Stimmen | Anteil Stimmen in Prozent | Video |
| ---- | --------------- | -------------------- | ------- | ---------------- | ------- | ------------------------- | ----- |
| 1.   | Diego Maradona  | Argentinien          | WM 1986 | England          | 18.062  | 22                        |       |
| 2.   | Michael Owen    | England              | WM 1998 | Argentinien      | 10.631  | 13                        |       |
| 3.   | Pelé            | Brasilien            | WM 1958 | Schweden         | 09.880  | 12                        |       |
| 4.   | Diego Maradona  | Argentinien          | WM 1986 | Belgien          | 09.642  | 12                        |       |
| 5.   | Gheorghe Hagi   | Rumänien             | WM 1994 | Kolumbien        | 09.297  | 11                        |       |
| 6.   | Said al-Uwairan | Saudi-Arabien        | WM 1994 | Belgien          | 06.756  | 8                         |       |
| 7.   | Roberto Baggio  | Italien              | WM 1990 | Tschechoslowakei | 06.694  | 8                         |       |
| 8.   | Carlos Alberto  | Brasilien            | WM 1970 | Italien          | 05.388  | 6                         |       |
| 9.   | Lothar Matthäus | BR Deutschland       | WM 1990 | Jugoslawien      | 04.191  | 5                         |       |
| 10.  | Enzo Scifo      | Belgien              | WM 1990 | Uruguay          | 02.935  | 4                         |       |

- Prozentangaben gerundet